# Gurp de la Conca
|  | Aquest article és sobre l'antic municipi d'aquest nom. Per al poble, vegeu Gurp. |

| ↓ | 1812 — 1970 | → |

|  | Baronia de Claret                   |
|  | Sufragània de Sant Sadurní de Gurp  |
|  | Parròquia de Sant Esteve de Tendrui |
|  | Baronia d'Eroles                    |
|  | Parròquia de Sant Adrià             |
|  | Comtat de Pallars                   |
|  | Parròquia de Santa Engràcia         |

| Tremp |

|  | Baronia de Claret                   |
|  | Sufragània de Sant Sadurní de Gurp  |
|  | Parròquia de Sant Esteve de Tendrui |
|  | Baronia d'Eroles                    |
|  | Parròquia de Sant Adrià             |
|  | Comtat de Pallars                   |
|  | Parròquia de Santa Engràcia         |

| Tremp |

Gurp de la Conca o Sant Andreu de Gurp és un antic municipi del Pallars Jussà agregat l'any 1970 al terme municipal de Tremp. Amb aquesta annexió, el terme pallarès més petit, Tremp, fou incrementat amb els antics termes d'Espluga de Serra, Fígols de Tremp, Gurp de la Conca, Palau de Noguera, Sapeira, Suterranya i Vilamitjana, i es convertí en el de més extensió, del Pallars Jussà i de tot Catalunya.
El 1812, a ran de la promulgació de la Constitució de Cadis, foren creats els ajuntaments moderns. En aquesta zona de la Conca de Tremp foren creats, en un primer moment, els de Gurp, Santa Engràcia, San Adriá i Tendruy, que s'hagueren d'agrupar el febrer del 1847 en no assolir el mínim establert de 30 veïns (caps de família) per a tenir ajuntament. El resultat fou que s'agregaren tots al de Gurp, que esdevingué cap de districte municipal. A més, formaven aquest ajuntament les bordes de Seix i, actualment, una part del campament militar General Martín Alonso, de l'Acadèmia General Bàsica de Suboficials de Talarn.
En la proposta derivada de l'informe popularment denominat Informe Roca, l'antic terme de Talarn havia de ser profundament modificat: la seva meitat meridional, que envolta part del terme, i la mateixa ciutat, de Tremp, havia de passar a ser terme municipal de la capital del Pallars Jussà. Com a intercanvi, l'antic terme de Gurp de la Conca havia de passar de Tremp a Talarn, amb la qual cosa l'Acadèmia General Bàsica de Suboficials deixaria de ser migpartida entre dos municipis diferents.
L'antic terme està situat a ponent i al nord-oest de la ciutat de Tremp, i està separat d'ella per una llenca de terreny del terme municipal de Talarn, que envolta tota la ciutat de Tremp.

## Símbols
L'escut de Gurp de la Conca perdé la seva vigència el 1970, amb l'agregació de l'antic terme de Gurp de la Conca a Tremp. D'atzur, una muntanya flordelisada d'or.

## Geografia

### Descripció del terme

#### El perímetre

##### Límit amb Salàs de Pallars
L'extrem nord-est de l'antic terme de Gurp de la Conca és, alhora, l'extrem nord-est de l'actual terme de Tremp. És un punt a 810 m. alt. al nord-oest, per la carena, del cim de Sant Pere Màrtir, de 807 m. alt., que és just al nord-oest de Salàs de Pallars, municipi amb el qual és termenal en aquest lloc. Des d'aquest punt, el termenal parteix cap al sud-oest, travessant en línia recta la vall del barranc de les Bruixes (que travessa a 697 m. alt) i puja a la carena de l'altre costat de la vall, on hi ha el Serrat dels Anganets, de 756 m. alt., on es troben els dos termes esmentats fins ara amb el de Talarn.

##### Límit amb Talarn
La línia de terme puja per una carena, sempre cap al sud-oest, a la Tossa, de 887 m. alt. A la Tossa el límit municipal torç sobtadament cap al nord-oest, per anar a buscar la carena de la Serra de Costa Ampla, que segueix fins a un dels turons que la formen, de 979,6 m. alt., on fa un arc per anar a buscar la part alta de la Llau de Gavarrau. Segueix aquesta llau aigües avall, fins a arribar a tocar l'Acadèmia General Bàsica de Suboficials de l'exèrcit espanyol, que és a cavall entre els termes de Talarn i Tremp (Gurp de la Conca, abans). Cal dir que aquest darrer tros de termenal forma part dels camps de pràctiques de tir d'artilleria de l'acadèmia, i antigament hi havia unes grans inscripcions de caràcter militarista que es veien des de molt lluny.
Quan el termenal arriba a tocar el barranc de Seròs, que és on vessa la Llau de Gavarrau, segueix uns metres cap al nord-oest per la riba esquerra de la vall, per de seguida trencar cap al sud-oest, travessar l'extrem nord-oest de l'acadèmia i de la plana a la carena on es troba, a 750 m. alt., i baixar altre cop a trobar un punt dels Irlassos, a prop de la llau del Tapó. En aquest indret marca gairebé un angle recte, marxa cap al nord-oest, travessa el barranc de les Maçanes i s'enfila per l'Obac de Sant Miquel cap a lo Tossal de Farga, de 801 m. alt., on, altre cop, torna a tòrcer en angle recte, ara cap al sud-est. Segueix així la carena, passant per damunt i a llevant de la Borda del Cisquet, i arriba a l'extrem sud de la carena, a 750 m. alt. Tornar a canviar de direcció, i emprèn ara cap al sud-est, per anar a buscar, mitjançant una careneta, el curs del barranc del Juncar, que seguirà fins a gairebé tocar el nucli de la ciutat de Tremp.
Hi arriba en el punt que la llenca del terme de Talarn que s'interposa entre els dos sectors del terme de Tremp és més prima, a los Seixols. En aquest lloc el termenal torna a canviar de direcció. Ara, va cap al sud-oest, segueix uns camins rurals i un tros de séquia, a una alçada al voltant dels 500 m. alt., i arriba a lo Solà, per on el termenal baixa a trobar el barranc de Riucós, a 484 m. alt. En aquest lloc s'acaba el límit amb Talarn, ja que hi troba l'antic enclavat de Claret, del terme municipal antic de Tremp i, per tant, actualment ja unit amb l'antic terme de Gurp de la Conca.

##### Límit amb els antics termes de Claret i Fígols de Tremp (Tremp)
Seguint aigües amunt el barranc de Riucós, cap a ponent, aviat es trobava l'antic límit amb el terme municipal de Fígols de Tremp, actualment també integrat en el de Tremp. El punt on es trobaven aquests tres termes era l'afluència del barranc de Sant Adrià al de Riucós, a uns 525 m. alt., on hi ha la Font de la Salut. Aquí l'antic límit municipal emprenia la direcció nord-oest, seguint el barranc de Sant Adrià sempre aigües amunt, fins a la capçalera, on hi ha la Font de la Puça, a 950 m. alt. En aquest lloc el termenal trencava cap a l'oest per pujar fins a dalt de la carena de la Roca de la Mola, a 1.255 m. alt. Quan arribava dalt la carena, s'acabava el termenal amb Fígols de la Conca i començava el límit amb l'antic terme de Sapeira, igualment dins del de Tremp, en l'actualitat.

##### Límit amb l'antic terme de Sapeira (Tremp)
El límit amb Sapeira discorria un bon tros en direcció nord-est per dalt la carena, per la Roca de la Mola (1.247 m. alt.), la Serra de Sant Adrià (1.281), el Pas de Cabanes (1.292) i el Gravet (1.343). Continuant sinuosament per la carena, el termenal s'enfila encara cap al nord, a buscar la Serra de Gurp: el Tossal del Codonyac, de 1.427 m. alt., lo Pico Xic (1.406), les Roques del Codó (1.408), i sempre per la carena, va agafant la direcció nord-est, sempre per la Serra de Gurp, fins que aquesta entronca amb la Serra de Lleràs, de la qual és el contrafort sud-occidental: la Collada de Castellet (1.472), el Caramell (1.584), i Roca Lleuda (1.588), el punt més alt de tot l'antic terme. A Roca Lleuda es tornava a trobar un triterme: Gurp de la Conca pel sud, Sapeira per ponent, i Salàs de Pallars pel nord.

##### Límit amb Salàs de Pallars
Ja marcant el límit actual entre Tremp i Salàs de Pallars, de Roca Lleuda el termenal baixa per la Serra de Pallars fins a trobar el barranc de Fontfreda a 1.250 m. alt., que va seguint aigües avall fins a l'Obac del Mas, a l'extrem de llevant del Serrat Gros. En aquest lloc, la línia de terme deixa la llera del barranc i s'enfila cap a la carena que delimita la vall que seguia pel costat de migdia, on hi ha el Mas de Balust. La línia de terme travessa la carena i el barranc següent (barranc del Mas de Balust), i va a buscar una altra carena, anomenada lo Serrat (o Serrat de Santa Maria), que ja segueix fins a gairebé el final, sempre baixant cap a l'est-sud-est, fins a arribar a prop de Sant Pere Màrtir, a 810 m. alt.

#### Les unitats territorials

##### Gurp i Santa Engràcia
L'antic terme de Gurp de la Conca té dues unitats clarament diferenciades, cadascuna d'elles amb dos dels pobles que formaren el municipi. La primera, més alta i més allunyada de Tremp, és formada per tot el circ de muntanyes que emmarquen pel nord, oest i sud-oest, l'espai on hi ha el campament militar de Talarn, l'Acadèmia General Bàsica de Suboficials. És el conjunt de serres perimetrals que han quedat descrites a l'apartat anterior, amb la Serra de Santa Engràcia, que baixa de Roca Lleuda, entre d'altres de més petites.
Vertebra aquest sector el barranc de Setó, anomenat dels Lleons a la part superior. Tot un circ de barrancs i llaus s'ajunten per formar el barranc central: a ponent de Gurp, el barranc de Grau, format per la Llau de Montibarri, el barranc de les Avellanes, el de Fuiet, les llaus de Postars, de Pico-xic i el barranc de Codó, que formen el barranc de les Carants, capçalera del de la Plana; a llevant d'aquest poble, el barranc de Gitader, més avall anomenat Llau de Llac, que és la capálera del barranc dels Lleons. Encara més a llevant, al nord-est, discorre el barranc de Caramell, format a la part de dalt pels barrancs del Molí, de l'Aigüera, de Llagunes i de Comes, i les llaus de Mata, de la Pleta, del Corral de Torraubella i de Font la Guàrdia. Ja tot aplegat en el barranc dels Lleons, rep per l'esquerra -nord- els afluents que baixen de la Serra de Santa Engràcia, on es troba el poble de Santa Engràcia: barranc de Remilans i Llau del Carant Xic, Llau de Ries, Llau del Pou, Llau de la Coma. Amb la contribució d'aquests barrancs, el barranc ja s'anomena de Serós, i emprèn la part baixa del seu curs, que entra en terme de Talarn i marca la vall del nord d'aquella vila.
Al nord-est del terme, i del poble de Santa Engràcia, hi ha un parell de valls que tenen la part alta en el terme que ara es descriu i la part final en terme de Salàs de Pallars. Són les del barranc de les Bruixes, i la meitat meridional de la del barranc de Fontfreda, amb el seu afluent del barranc de la Pereta.

##### Sant Adrià i Tendrui
L'altra part de l'antic terme de Gurp de la Conca és força més plana. Es tracta de tres valls poc marcades en el terreny, separades per dues carenes de poca alçada, organitzades a l'entorn de la central, per on discorre el barranc de Tendrui. Aquest sector conté dos pobles: Tendrui i Sant Adrià de Tendrui (sovint anomenat simplement Sant Adrià).
La vall de més al nord és la que delimita la serralada de la vila de Talarn pel seu costat meridional. està formada per la Llau del Caragol i la Llau del Tapó, a les quals se'ls uneix la Llau dels Irlassos. Totes tres llaus formen el barranc de les Maçanes, que entra en el terme de Talarn primer i en el de la ciutat de Tremp després. Delimita pel sud-oest aquesta vall la carena on hi ha lo Tossal de Farga, de 801 m. alt., a la part septentrional de la qual hi ha situades les Bordes de Seix.
A l'altra banda d'aquest serrat, s'obre la vall del barranc de Tendrui. Aquest barranc rep a la capçalera el barranc de les Cambres i la Llau del Comellar, i a prop del poble de Tendrui, la Llau del Rial. El barranc de Tendrui va a abocar-se en el barranc de Riucós a prop de Claret. Delimita per ponent aquesta vall la serralada on es troben els dos pobles esmentats, Tendrui, a la part baixa, i Sant Adrià, a l'alta, pobles que estan per damunt dels 700 m. alt.
La darrera vall, que només té la meitat oriental en terme de Gurp de la Conca, és la del barranc de Sant Adrià, per on discorria el termenal amb Fígols de Tremp.

### Nuclis de població
| Entitat de població | Habitants |
| ------------------- | --------- |
| Gurp                | 8         |
| Sant Adrià          | 4         |
| Santa Engràcia      | 24        |
| Tendrui             | 5         |
| Font: Idescat       |           |

Quatre, doncs, són els nuclis de població d'aquest antic municipi. El cap era Gurp, situat a la part alta del terme, que tenia a prop i més a llevant el poble de Santa Engràcia. A la part més baixa i propera a Tremp, hi ha els pobles de Tendrui i Sant Adrià de Tendrui (o, simplement, Sant Adrià). Cadascun d'ells té el seu article específic.
A part d'aquests quatre pobles, cal esmentar les Bordes del Seix, entre Tendrui i Gurp, i unes quantes ermites, masies i capelles.
| El poble de Gurp | El poble de Sant Adrià | El poble de Santa Engràcia | El poble de Tendrui |
| El poble de Gurp | El poble de Sant Adrià | El poble de Santa Engràcia | El poble de Tendrui |

## Història
Com molts altres pobles pallaresos, Gurp de la Conca té l'origen en els seus castells medievals, principalment el de Tendrui i el de Gurp. Sobretot el primer, força documentat, tingué molta importància en el domini de la zona de ponent de la comarca. El de Gurp està molt menys esmentat, en la documentació conservada.
Gurp de la Conca és esmentat ja en el fogatjament del 1553, sense que sembli, emperò, que constitueixin una unitat els seus quatre pobles, que sumen 33 focs (uns 165 habitants). El mateix passa amb els censos posteriors, on sumen 190 habitants el 1718, i 730 el 1860, moment en què sembla arribar al màxim obtingut al llarg de la història. Posteriorment, comença la davallada: 508 el 1900, 422 el 1920, 377 el 1930, 261 el 1950, 186 el 1960 i 65 el 1970, en el moment d'unir-se a Tremp. Després, encara va continuar el descens el 1981, quan s'arribà a 21 habitants, i darrerament sembla que hi ha hagut una lleugera remuntada: el 2006 són 41.
Fins a la creació dels municipis el 1840, els diferents pobles d'aquest antic terme formaven entitats administratives autònomes, llevat de Tendrui, que era un agregat de Gurp.

### L'antic ajuntament de Gurp
L'alcaldia de Gurp fou exercida, al llarg dels anys, per les persones següents:
- Josep Saurina (1889)
- Francesc Viu i Senuy (1898)
- Antoni Nadal i Saurina (1927)

El juny del 1927, l'Ajuntament de Gurp estava format per:
- Antoni Nadal i Saurina, alcalde
- Joan Borrell i Llastarri
- Antoni Saurina i Pons
- Josep Viu i Borrell
- Miquel Iglésias i Adillon
- Josep Rius i Prió.

## Activitat econòmica
L'economia tradicional de Gurp de la Conca era, si fa no fa, com la resta de municipis pallaresos: blat, sègol, ordi, civada, trepadella, vi i oli. A més, a Sant Andreu hi havia una mica d'horta, i s'hi collien, a més d'hortalisses, llegums i fruita. Actualment pràcticament ha desaparegut el vi, mentre que s'hi han afegit ametllers, que alternen amb les oliveres.
De ramaderia, el que abundava més era bestiar de llana, cabres i bous per a llaurar. De cacera, conills, llebres i perdius, a més de llops, dels quals encara es conserva memòria avui dia. En l'actualitat, només és productiva una moderna granja de vaques.
L'activitat industrial, preindustrial, de fet, es reduïa a un molí de farina a Gurp, un d'oli a Sant Adrià, i un de sang (mogut per força animal), d'oli, a Santa Engràcia.

## Serveis turístics
Els únics serveis turístics existents a tot l'antic terme de Gurp de la Conca són al poble de Santa Engràcia. Es tracta de dues cases d'allotjament rural: Casa Guilla i Casa Mauri. Fora d'aquests dos establiments, no hi ha cap altre tipus de servei, ni de restaurant ni tan sols de bar.

## Comunicacions
En tot l'antic terme de Gurp de la Conca no hi ha ni una sola carretera oficial. Sí que hi ha, en canvi, antics camins rurals asfaltats i prou amples perquè els cotxes hi circulin sense gaires problemes; a tots els efectes menys l'oficial són autèntiques carreteres.
Una d'aquestes carreteres surt de Talarn cap al nord-oest; passa ran del campament militar, i mena al poble de Gurp en uns 7 quilòmetres. Una altra surt de la C-13 al nord i a prop de Talarn, s'enfila ràpidament cap al nord-oest i duu a Santa Engràcia en uns 10 quilòmetres. Bona part d'aquesta segona carretera discorre dins del terme de Talarn.
Una tercera pista surt de Tremp cap al nord-oest, i en uns 3,5 arriba a Tendrui; després, continuant en la mateixa direcció i muntanya amunt, en 3,5 quilòmetres més hom arriba a Sant Adrià.
A part d'aquestes pistes que comuniquen els pobles de l'antic terme, de la primera de les carreters esmentades surt una derivació que porta a les Bordes de Seix i després s'enfila muntanya amunt per Montibarri, per anar a sortir a Esplugafreda, el Pont d'Orrit i Areny de Noguera.
Cap mena de transport públic circula per aquestes carreteres, llevat del transport escolar organitzat pel Consell Escolar que surt de Santa Engràcia per portar els nois i noies a l'escola o a l'institut de Tremp.
La proximitat amb la ciutat de Tremp, que a més és el cap de l'actual municipi, fa que els pocs habitants que queden a l'antic terme de Gurp de la Conca disposin amb facilitat de les línies de ferrocarril i autobús que comuniquen Tremp amb Lleida i Barcelona.